# Talovka
Talovka (rusky Таловка) je řeka v Kamčatském kraji v Rusku. Je 458 km dlouhá. Povodí má rozlohu 24 100 km². Na horním a středním toku se nazývá Kyjul (rusky Куюл).

## Průběh toku
Pramení v západních výběžcích Vetvejského hřbetu a teče Parapolskou dolinou. Poté protíná Penžinský hřbet ústí do Penžinské zátoky v zálivu Šelichova Ochotského moře.

## Vodní stav
Převládajícím zdrojem vody jsou sněhové srážky. Zamrzá na konci října až na začátku listopadu a rozmrzá v květnu.

## Využití
V řece probíhá tření lososovitých ryb.